# Spellbinder 2: Land of the Dragon Lord
Spellbinder 2: Land of the Dragon Lord is een Australisch/Pools/Chinese sciencefictionserie uit 1997. De serie is een vervolg op Spellbinder. De 26-delige serie is opgenomen in China (Sun's world), Polen (Ashka's world, en de 2 andere parallelle werelden) en in Australië (Kathy's world). Alle afleveringen zijn geregisseerd en geproduceerd door Noel Price.
In deze serie zijn fantasie, spanning en verschillende culturen met elkaar verweven. Deze serie geeft ook een goed beeld van de cultuur in China. De televisieserie is geproduceerd door Shanghai Film Studio, Film Australia & Telewizja Polska.
De serie bevat vrijwel een geheel andere cast en personages ten opzichte van de vorige serie. Alleen het personage Ashka keert in deze serie weer terug.

## Het begin van het verhaal
De serie begint in een andere dimensie genaamd het Land of the Dragon Lord. De geleerde jongen Mek (Anthony Wong) heeft hier ontdekt dat mensen kunnen reizen tussen verschillende dimensies met een Transdimensionale Boot. Als hij deze boot gemaakt heeft en test komt hij terecht in onze wereld.
Kathy Morgan (Lauren Hewett) is een tiener die samen met haar ouders en broer op vakantie gaat. Als ze wat ronddwaalt ontdekt ze de boot op het strand. Ze activeert de boot, en Mek springt er ook in. Josh (Ryan Kwanten), Kathy's broer, vertelt aan zijn ouders wat er is gebeurd.
Ondertussen belanden Mek en Kathy in de Spellbinder World. Kathy denkt dat Mek een ontvoerder is en rent weg. Als ze later ontdekt dat Mek geen ontvoerder is maar een wetenschapper, wil ze weer met hem terug naar haar wereld. Maar als ze een 'Spellbinder' tegenkomen, gaat het mis. De 'Spellbinder' roept de regent Correon op door middel van een 'eyestone' en krijgt te horen dat Mek en Kathy naar een gevangenenkamp moeten. Daar ontmoeten ze Askha die vroeger een Spellbinder is geweest. Zij vertelt dat er vroeger (in de eerste serie van Spellbinder) ook al een jongen was van een andere wereld. Ze vertelt Mek en Kathy dat zij hen wil bevrijden, maar dat ze dan met hen mee wil gaan. Mek en Kathy gaan ermee akkoord, en nemen Askha mee naar het Land of the Dragon Lord. Daar probeert ze door een slimme manier aan de macht te komen. Kathy wil zo snel mogelijk terug naar haar wereld, maar ondertussen zijn haar ouders en Josh ook al aangekomen in het Land of the Dragon Lord. In een poging thuis te komen, bezoeken Kathy en Mek verschillende parallelle werelden.
Aan het einde van de serie wordt Askha verbannen naar een verlaten wereld, en gaan Kathy, Josh en hun ouders terug naar de gewone wereld.

## De verschillende parallelle werelden
In de serie komen meerdere parallelle werelden voor.

### Spellbinder World
De Spellbinder World, ook wel Ashka's world, genoemd is de wereld die in de vorige serie centraal stond. Het is een wereld waar de mensen leven zoals ze in onze wereld honderden jaren geleden leefden. Het volk wordt onder controle gehouden door hen alles dom te houden.
De industrialisatie ligt in deze wereld ook erg achter, maar de Spellbinders hebben speciale, zij het primitieve, technieken. Ze hebben oproeptorens, eyestones, kastelen, powersuites, vliegtuigen, een energie magneet etc. Alles werkt op magneten en statische elektriciteit. De regenten zijn de hoofdleiders van de wereld, en daarna de Spellbinders.
Als mensen zich niet gehouden hebben aan de wet worden ze verbannen naar het niemandsland (een woestijn in deze wereld) of ze moeten hard gaan werken voor de kost.

### Land of the Dragon Lord
Dit is een land in een wereld (ook wel Sun's world genoemd) die wordt geregeerd door een Draken Heer. Als een drakenheer sterft volgt de oudste zoon zijn vader op. Het land wordt o.a. onder controle gehouden door een Orakel. Een orakel is een computer die de grens beveiligt op vreemdelingen, kennis heeft van de wetenschap, energie aan de mensen geeft, het weer kan voorspellen, deuren opent en weer sluit en boodschappen van de drakenheer aan de rest van het land laat horen. Het land van de Drakenheer is een land dat veel lijkt op het oude China. De cultuur van China is helemaal in deze wereld geplaatst. In deze wereld is ook de Transdimensionale Boot uitgevonden.

### Immortal World
In deze wereld waar alleen Kathy en Mek komen doordat de Transdimentionale Boot defect is, zijn alle mensen onsterfelijk. Dat mensen onsterfelijk zijn komt doordat vroeger mensen ernstig ziek werden en stierven door een epidemie. Toen die epidemie heerste werd er een nieuw medicijn uitgevonden dat mensen onsterfelijk kon maken. Een paar honderd mensen waren er nog over toen het medicijn werd uitgevonden. De enige bijwerking was dat de mensen onvruchtbaar werden. Er zijn derhalve geen kinderen meer in deze wereld. Kathy is voor de inwoners van deze wereld het eerste kind dat in jaren gezien wordt.
Doordat de mensen in deze wereld erg lui zijn ingesteld hebben ze mensachtige robots ontwikkeld die het werk konden doen. Zoals het huishouden en in de fabriek werken.

### Land of the Machine's
In deze wereld was ooit een heftige strijd aan de gang tussen twee bevolkingsgroepen. Één bevolkingsgroep ontwikkelde slimme vecht machines: de Molochs. Toen de oorlog afgelopen was keerden de Molochs zich tegen alle levende wezens. Toen gingen de mensen onderaards wonen. Toen alle Molochs kapot waren gingen de mensen weer bovenaards wonen. Maar ze hadden een probleem: Er waren te weinig mensen. Als Kathy en Mek in deze wereld komen door een defect van de Transdimentionale Boot, activeert Mek een Moloch. Deze verwoest een heel dorp. Als de Moloch stuk gemaakt is door Kathy, belooft Mek dat ze terug zullen komen met meer mensen. Een paar maanden later komt Mek aan met een boot vol Barbaren die naar een vruchtbaar thuis zoeken.

### The Normal World
De normale wereld (ook wel Kathy's world genoemd) is onze normale 'echte' wereld. Hier wonen Kathy, Josh en hun ouders (Carl & Vikey).

### The 2 Normal Word
De tweede normale wereld (ook wel Carl2 world genoemd) is een soort van kopie van onze wereld. Deze wereld is qua inwoners, technologie en levenswijzen identiek aan de Normal World, alleen hebben de mensen in deze wereld andere levens ten opzichte van hun tegenhangers uit de Normal World. In deze wereld komen Kathy en Josh zich zelf tegen. Hun ouders zijn in deze wereld gescheiden en ze doen ander werk.

### The Desolate World
Naar deze wereld wordt Askha verbannen. Hier leven verder geen mensen. Alleen maar dieren. Askha moet zich met haar energiepak maar beschermen om te overleven.

## Rolverdeling
| Hoofd-Personage | Acteur/Actrice   |
| --------------- | ---------------- |
| Kathy Morgan    | Lauren Hewett    |
| Mek             | Anthony Wong     |
| Josh Morgan     | Ryan Kwanten     |
| Sun             | Leonard Fung     |
| Askha           | Heather Mitchell |
| Sharak          | Me Yang          |
| Carl Morgan     | Peter O'Brien    |
| Vicky Morgan    | Lenore Smith     |
| Princess Aya    | Hu Xin           |

| Neven-Personage | Acteur/Actrice      |
| --------------- | ------------------- |
| Jasmine         | Gui Jeilan          |
| Gryvon          | Rafal Zwierz        |
| the Spellbinder | Andrej Zolkiewski   |
| the Apprentice  | Agnieszka Michalska |
| Tony            | Justin Rosniak      |
| Jez             | Adam Siemion        |
| Elin            | Katarzyna Laniewska |
| Gobbo           | Ye Xiaokeng         |
| the Arbiter     | Lech Dyblik         |
| Dr. Elvo        | Lech Mackiewicz     |

## Productie
Spellbinder is een internationale productie. China stelde 50% van het budget ter beschikking. Polen en Australië ieder apart 25% van het budget.
De opnames begonnen in juni 1996. De eerste 7 weken werden in Polen opgenomen, vervolgens 13 weken in China en als laatste 7 weken in Australië. Australië diende als decor voor Kathy' en Carl2' wereld. China was het decor voor alle scènes in het Land of the Dragon Lord. Ten slotte was Polen het decor voor alle overige werelden. De onderaardse mijn en gangenstelsels in de Land of the Machine's zijn opgenomen in de Wieliczka-zoutmijn, nabij Krakau. Het kasteel waar Lem en Guin wonen in de Immortal World is opgenomen in Nieborów. Het paleis in Guzów werd gebruikt als ziekenhuis in de Immortal World, waar in de serie Kathy onsterfelijk zou worden gemaakt. Het oude centrum van Warschau was het decor als de stad waar Kathy naar school genomen werd in de Immortal World.
Hoewel de serie door drie landen werd geproduceerd, werd het script geheel in Australië geschreven en is de voertaal in de serie Engels.
De acteurs Leonard Fung (Sun) en Lauren Hewett (Kathy) waren tijdens de opnames beiden 15 jaar oud.

## Trivia
- In het boek van de serie is er nog een extra wereld te vinden, waar alleen water is en geen land. Kathy en Mek belanden daar nadat ze de Immortal World hebben verlaten. Volgens het boek hebben ze geen keuze, om een andere wereld te proberen. Daardoor kwamen ze uiteindelijk in de Land of the Machine's terecht. In de serie gaan Kathy en Merk rechtstreeks van de Immortal World naar de Land of the Machine's.

## Spellbinder 2 in Nederland en België
In tegenstelling tot de vorige serie is Spellbinder 2: Land of the Dragon Lord niet te zien geweest op de Nederlandse televisie. Wel is de serie op Ketnet te zien geweest met Nederlandse ondertiteling.
Ook is Spellbinder 2 niet op dvd verkrijgbaar met Nederlandse ondertiteling. Wel is er een dvd van Spellbinder 2, in het Engels.